# ティム・ハドソン
ティモシー・アダム・ハドソン（Timothy Adam Hudson, 1975年7月14日 - ）は、アメリカ合衆国ジョージア州コロンバス出身の元プロ野球選手（投手）。右投右打。
オークランド・アスレチックス在籍時には、2000年からバリー・ジト、マーク・マルダーと共にエーストリオ "ビッグ3" を形成。以後4年で3人合わせて198勝（チーム勝利数の50.5%）を挙げ、チームは2003年まで4年連続ポストシーズン出場を果たした。

## 経歴

### プロ入りとアスレチックス時代
オーバーン大学在学中の1997年のMLBドラフトでオークランド・アスレチックスから6巡目（全体185位）指名され、プロ入り。プロ入りするまでは高い身体能力のためユーティリティープレイヤーとして活躍していたが、プロ入り後は投手としてプレーすることに。
1999年はAA級ミッドランド・ロックハウンズで3連勝を記録し、AAA級バンクーバー・カナディアンズへ昇格してからも4連勝を記録。球団はトム・キャンディオッティを解雇し、ハドソンをメジャーへ昇格させ、6月8日のサンディエゴ・パドレス戦でメジャーデビュー。5回を投げ、初登板のア・リーグタイ記録となる11個奪三振を記録。そのまま先発ローテーションに定着し、21試合の先発登板で11勝2敗を記録。オークランド移転後の新人選手（10勝以上）の中で最も高い勝率.846を記録し、防御率3.23は新人選手（100イニング以上）の中で4位となった。新人王の投票では6位に入った。
2000年はオールスターゲーム開催までに球団史上8年ぶりに2桁勝利を7月2日に記録し、オールスターに選出された。8月28日以降は2完封を含む7戦7勝で9月のピッチャー・オブ・ザ・マンスを受賞している。自己最多の20勝を記録し、デビッド・ウェルズと共に最多勝利のタイトルを獲得し、サイ・ヤング賞の投票ではペドロ・マルティネスに次ぐ2位だった。チームを8年ぶりの地区優勝に導いた。
2001年は4月2日の開幕投手に指名され、リーグ最多の35試合に先発登板し、18勝9敗を記録した。
2002年は初めて防御率が2点台を記録した。
2003年は自己ベストの防御率2.70、自己最多の240イニングを投げ、16勝7敗を記録した。
2004年は6月23日に故障者リスト入りとなったため4年ぶりにオールスターゲームに選出されたが辞退した。7月31日には5年ぶりにマイナーの試合に登板した。昨年に続きリーグ最多の2完封で12勝6敗を記録した。

### ブレーブス時代
2004年12月16日にフアン・クルーズら3選手とのトレードトレードで、アトランタ・ブレーブスへ移籍。2005年シーズン終了後にFA権を取得するため球団は2005年3月1日に4年総額4700万ドル、2010年は球団オプションでこれを含めると5800万ドルの契約を結んだ。
2005年は6月から7月にかけて斜腹筋を痛め一時離脱したものの、後半戦の先発15試合すべてで6イニング以上投げ、8月は2試合連続完投勝利を挙げるなど安定した投球を披露。シーズントータルで14勝9敗、防御率3.52を記録。また、8月6日のセントルイス・カージナルス戦では、202試合目の登板で通算100勝を達成。1970年以降では6番目に少ない登板での100勝であった。
2006年は1年を通して先発ローテーションを守り、リーグ最多の35試合に先発登板。5月1日には被安打1で完封勝利。しかし、防御率がリーグ平均を上回る4.86、13勝12敗でメジャーデビュー以来10勝利以上10敗未満の記録が7年で途切れてしまうなど精彩を欠いた。特に6月16日から7月1日の間は2002年5月4日から19日以来の先発4試合、4連敗となった。7月29日のニューヨーク・メッツ戦では2003年5月30日以来となる自己ワーストタイの9自責点を記録。7月の防御率は8.80、シーズントータルの防御率は5点台にまで悪化するなど、絶不調に陥ってしまった。その一方で、病気と戦うアトランタの子どもたちへのチャリティ活動が認められ、ロベルト・クレメンテ賞にノミネートされた。
2007年は制球が定まり、打者1人当たり3.42球は自己最小となった。6月25日から8月20日にかけてこの年のリーグ最長となる9連勝をマークし、2年連続で200イニングを上回り、4年ぶりに15勝以上を記録した。2008年は7月までに11勝を記録するなど順調だったが、8月にトミー・ジョン手術を受け、残りのシーズンは全休となったが、2009年のレギュラーシーズンの終盤以後は先発ローテーション投手として復帰した。
2013年4月30日のワシントン・ナショナルズ戦で、投げては7回を3安打、1失点、打っては5回に通算3本目の本塁打で、8-1で勝利し通算200勝を達成。200勝達成試合で本塁打を記録したのはメジャーリーグ史上2人目。

### ジャイアンツ時代
2013年11月18日にサンフランシスコ・ジャイアンツと2年総額2300万ドルで契約した。
2014年は、自身初のワールドシリーズ優勝を経験した。オフの11月にはジャイアンツとの契約が切れる2015年シーズン限りで引退する意向を表明した。
2015年7月26日に古巣であるアスレチックス戦に勝利し、全球団30球団勝利を達成した。また、上記の通りシーズン終了後に引退を表明。シーズン終盤の9月26日、かつての本拠地オー・ドットコー・コロシアムで行われたアスレチックス戦では、同じくこの年限り引退するバリー・ジトとの元ビッグ3同士の投げ合いが実現した。

### 引退後
現在は大学時代に過ごしたアラバマ州オーバーン在住。
大学時代から後に妻になるキムと共に慈善活動に積極的で、結婚後に「ハドソンファミリー財団」(Hudson Family Foundatio)
を立ち上げており、引退後の現在も主にジョージア州とアラバマ州の貧困家庭のサポート、チャリティーを続けている。
2018年に9年間在籍したアトランタ・ブレーブスのブレーブス殿堂入り、アラバマスポーツ殿堂入りを果たした。
2020年からは母校オーバーン大学野球部のボランティアアシスタント兼ピッチングコーチに就任している。

## 選手としての特徴
大柄ではないがステップの広いダイナミックな投球フォームを持ち味とする。140キロ台後半のノビのあるシンキング・ファストボールで打者をゴロで打たせ、早いカウントから勝負できるので球数が少なく、MLBでも屈指のグラウンドボールピッチャーである。変化球は高速スライダー、スプリッターを決め球とし、カットボール、チェンジアップも投げる。通算勝率が.654（2012年終了時）という勝率が高い投手である。
アスレチックス時代には同地区のイチローと何度となく対戦し、イチローは「ほとんど球が高めに来ない投手」と絶賛した。

## 詳細情報

### 年度別投手成績
| 年 度     | 球 団     | 登 板 | 先 発 | 完 投 | 完 封 | 無 四 球 | 勝 利 | 敗 戦 | セ 丨 ブ | ホ 丨 ル ド | 勝 率 | 打 者 | 投 球 回 | 被 安 打 | 被 本 塁 打 | 与 四 球 | 敬 遠 | 与 死 球 | 奪 三 振 | 暴 投 | ボ 丨 ク | 失 点 | 自 責 点 | 防 御 率 | W H I P |
| --------- | --------- | ----- | ----- | ----- | ----- | -------- | ----- | ----- | -------- | ----------- | ----- | ----- | -------- | -------- | ----------- | -------- | ----- | -------- | -------- | ----- | -------- | ----- | -------- | -------- | ------- |
| 1999      | OAK       | 21    | 21    | 1     | 0     | 0        | 11    | 2     | 0        | 0           | .846  | 580   | 136.1    | 121      | 8           | 62       | 2     | 4        | 132      | 6     | 0        | 56    | 49       | 3.23     | 1.34    |
| 2000      | OAK       | 32    | 32    | 2     | 2     | 1        | 20    | 6     | 0        | 0           | .769  | 847   | 202.1    | 169      | 24          | 82       | 5     | 7        | 169      | 7     | 0        | 100   | 93       | 4.14     | 1.24    |
| 2001      | OAK       | 35    | 35    | 3     | 0     | 2        | 18    | 9     | 0        | 0           | .667  | 980   | 235.0    | 216      | 20          | 71       | 5     | 6        | 181      | 9     | 1        | 100   | 88       | 3.37     | 1.22    |
| 2002      | OAK       | 34    | 34    | 4     | 2     | 0        | 15    | 9     | 0        | 0           | .625  | 983   | 238.1    | 237      | 19          | 62       | 9     | 8        | 152      | 7     | 1        | 87    | 79       | 2.98     | 1.25    |
| 2003      | OAK       | 34    | 34    | 3     | 2     | 0        | 16    | 7     | 0        | 0           | .696  | 967   | 240.0    | 197      | 15          | 61       | 9     | 10       | 162      | 6     | 0        | 84    | 72       | 2.70     | 1.08    |
| 2004      | OAK       | 27    | 27    | 3     | 2     | 2        | 12    | 6     | 0        | 0           | .667  | 793   | 188.2    | 194      | 8           | 44       | 3     | 12       | 103      | 4     | 1        | 82    | 74       | 3.53     | 1.26    |
| 2005      | ATL       | 29    | 29    | 2     | 0     | 1        | 14    | 9     | 0        | 0           | .609  | 817   | 192.0    | 194      | 20          | 65       | 5     | 9        | 115      | 4     | 0        | 79    | 75       | 3.52     | 1.35    |
| 2006      | ATL       | 35    | 35    | 2     | 1     | 0        | 13    | 12    | 0        | 0           | .520  | 959   | 218.1    | 235      | 25          | 79       | 10    | 9        | 141      | 7     | 0        | 129   | 118      | 4.86     | 1.44    |
| 2007      | ATL       | 34    | 34    | 1     | 1     | 0        | 16    | 10    | 0        | 0           | .615  | 925   | 224.1    | 221      | 10          | 53       | 8     | 8        | 132      | 5     | 2        | 87    | 83       | 3.33     | 1.22    |
| 2008      | ATL       | 23    | 22    | 1     | 1     | 1        | 11    | 7     | 0        | 0           | .611  | 573   | 142.0    | 125      | 11          | 40       | 5     | 2        | 85       | 3     | 1        | 53    | 50       | 3.17     | 1.16    |
| 2009      | ATL       | 7     | 7     | 0     | 0     | 0        | 2     | 1     | 0        | 0           | .667  | 180   | 42.1     | 49       | 4           | 13       | 0     | 0        | 30       | 0     | 0        | 17    | 17       | 3.61     | 1.47    |
| 2010      | ATL       | 34    | 34    | 1     | 0     | 0        | 17    | 9     | 0        | 0           | .654  | 920   | 228.2    | 189      | 20          | 74       | 8     | 9        | 139      | 5     | 0        | 74    | 72       | 2.83     | 1.15    |
| 2011      | ATL       | 33    | 33    | 1     | 1     | 0        | 16    | 10    | 0        | 0           | .615  | 884   | 215.0    | 189      | 14          | 56       | 6     | 15       | 158      | 10    | 0        | 86    | 77       | 3.22     | 1.14    |
| 2012      | ATL       | 28    | 28    | 1     | 1     | 0        | 16    | 7     | 0        | 0           | .696  | 749   | 179.0    | 168      | 12          | 48       | 2     | 9        | 102      | 3     | 0        | 77    | 72       | 3.62     | 1.21    |
| 2013      | ATL       | 21    | 21    | 0     | 0     | 0        | 8     | 7     | 0        | 0           | .533  | 534   | 131.1    | 120      | 10          | 36       | 3     | 2        | 95       | 2     | 0        | 60    | 58       | 3.97     | 1.19    |
| 2014      | SF        | 31    | 31    | 1     | 0     | 0        | 9     | 13    | 0        | 0           | .409  | 789   | 189.1    | 199      | 15          | 34       | 3     | 7        | 120      | 2     | 0        | 86    | 75       | 3.57     | 1.23    |
| 2015      | SF        | 24    | 22    | 0     | 0     | 0        | 8     | 9     | 0        | 0           | .471  | 525   | 123.2    | 134      | 13          | 37       | 1     | 7        | 64       | 4     | 0        | 62    | 61       | 4.44     | 1.38    |
| MLB：17年 | MLB：17年 | 482   | 479   | 26    | 13    | 7        | 222   | 133   | 0        | 0           | .625  | 13005 | 3126.2   | 2957     | 248         | 917      | 84    | 124      | 2080     | 84    | 6        | 1319  | 1213     | 3.49     | 1.24    |

- 各年度の太字はリーグ最高

### 年度別守備成績
| 年 度 | 球 団 | 投手（P） | 投手（P） | 投手（P） | 投手（P） | 投手（P） | 投手（P） |
| 年 度 | 球 団 | 試 合     | 刺 殺     | 補 殺     | 失 策     | 併 殺     | 守 備 率  |
| ----- | ----- | --------- | --------- | --------- | --------- | --------- | --------- |

- 各年度の太字はリーグ最高

### タイトル
- 最多勝利：1回（2000年）

### 表彰
- カムバック賞：1回（2010年）
- ハッチ賞：1回（2010年）

### 記録
- MLBオールスターゲーム選出：4回（2000年、2004年、2010年、2014年）

### 背番号
- 52（1999年）
- 15（2000年 - 2013年）
- 17（2014年 - 2015年）